# Bisbat de Vannes
El bisbat de Vannes és una diòcesi catòlica de Bretanya, França, que cobreix el departament d'Ar Mor-Bihan. La seu del bisbe és la catedral de Saint-Pierre a la ciutat de Gwened. El bisbat fou sufragani de l'arxidiòcesi de Tours fins al 1859, i després de l'arxidiòcesi de Rennes. El bisbat existeix des del segle v quan es va crear al Concili de Vannes vers 465). El bisbe actual és Monsenyor Raymond Centène nomenat el 28 de juny de 2005 i consagrat el 16 d'octubre de 2005.

## Història
Depenent de la seu metropolitana de Tours, el bisbat de Vannes va ser erigit al segle v per Patern de Vannes, un dels set sants fundadors de la Bretanya. Llavors, els seus límits corresponien als de la ciutat galoromana de Venetes. Durant tot el segle vi la seu episcopal va ser ocupada per bisbes d'origen gal·loromà; i els primers bisbes bretons no arribarien fins al segle vii.
Al segle ix el cartulari de Redon dona testimoni de l'existència d'una vida parroquial relativament densa. La diòcesi de Vannes constituí durant la Revolució Francesa un dels nous bisbats de la Bretanya.
El 29 de novembre de 1801, amb la signatura del concordat entre el Consolat i el Papat i la publicació de la butlla Qui Christi Domini, les diòcesis franceses van ser reorganitzades sobre el model dels departaments. La diòcesi de Vannes rebé el sud del bisbat de Saint-Malo i Beignon, perdí Redon i mitja vall de la Vilaine.
El 3 de gener de 1859 passà a formar part de l'arquebisbat de Rennes

## Santa Anna d'Auray

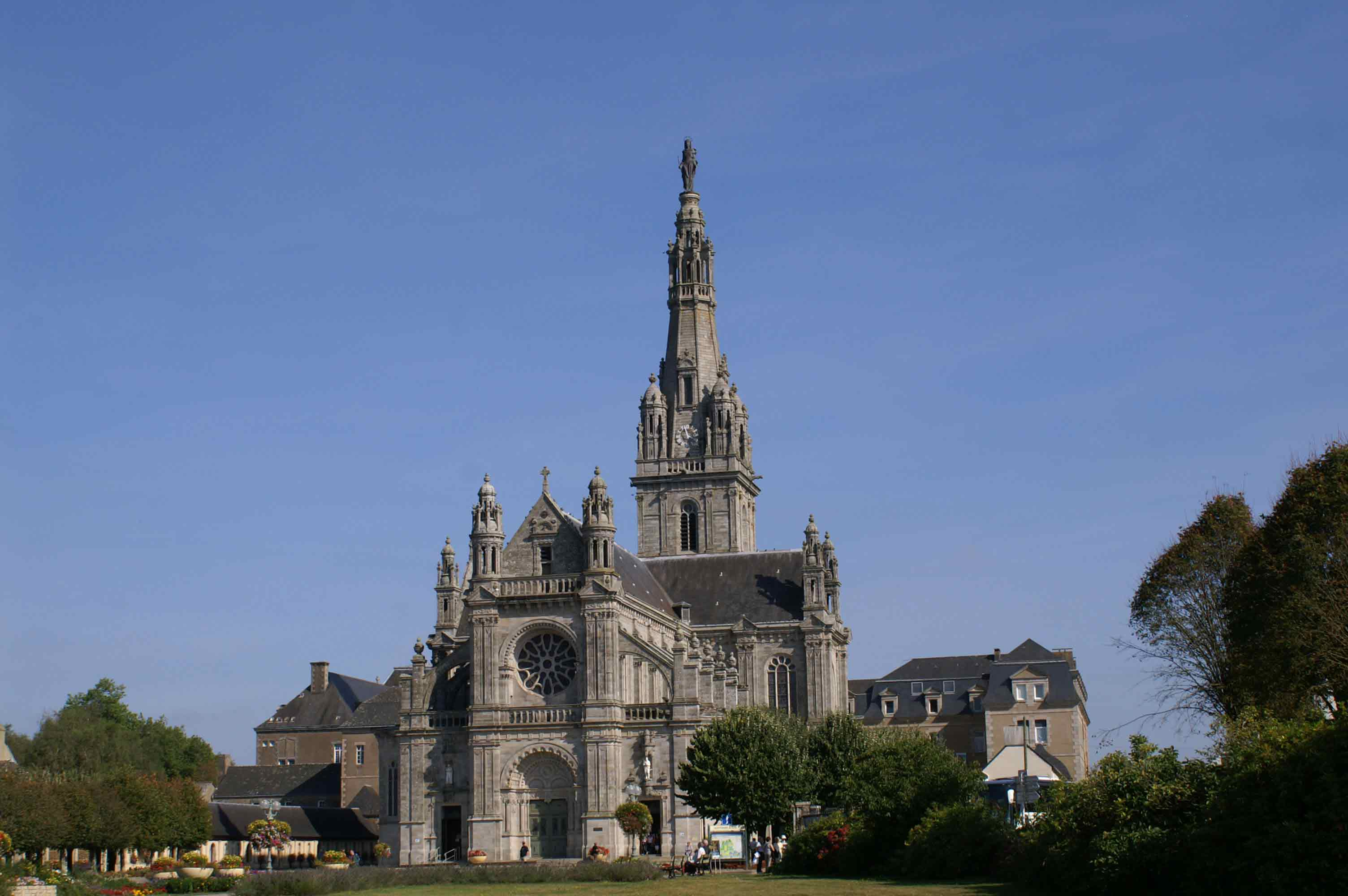
La basílica-santuari de Sainte-Anne-d'Auray.

El santuari de Sainte-Anne-d'Auray constitueix un dels llocs més alts de la diòcesi. S'hi commemoren les aparicions el 1623 i 1624 de Santa Anna, mare de la Verge Maria a Yves Nicolazic, al qual demanà que erigís allà un santuari en honor seu.
Aquest santuari ha adquirit una gran importància a la vida de la diòcesi i constitueix el principal lloc de pelegrinatge a Bretanya.
El 20 de setembre de 1996 el Papa Joan Pau II, durant el seu viatge apostòlic a França, hi celebrà la missa davant 100.000 assistents.

## Comissió pastoral pel bretó
Aquesta comissió pastoral s'ocupa de la litúrgia en llengua bretona. Publica nombrosos textos de catecisme, de pastoral, a més de cançoners en aquesta llengua.

## Llista de bisbes

### Abans de les invasions normandes
| Episcopat            | Titular                | Notes |
| -------------------- | ---------------------- | --- |
| vers 453             | ?                      | Nominació hipotètica del primer bisbe |
| vers 453             | Sant Patern            | Primer bisbe testimoniat. Nomenat al concili de Vannes vers 465. Mort entre 490 i 511, era galoromà i fou un dels set sants fundadors de la Bretanya. Des de l'edat mitjana és venerat a Vannes, etapa del pelegrinatge medieval dels set sants anomenat Tro Breizh (Volta de Bretagne). Segons el calendari dels sants bretons, la seva festa és el 15 d'abril o el 21 de maig, en record del trasllat de les seves relíquies. És conegut com Patern l'Ancià per distingir-lo de Patern d'Avranches, bisbe d'Avranches. |
| ? - ?                | Sant Domini o Dominius | |
| ? - ?                | Sant Climent           | |
| vers 510             | Modest                 | Participà al Concili d'Orleans el 511 |
| ? - ?                | Sant Armand            | |
| ? - ?                | Sant Saturní           | |
| vers 550             | Macliau                | Rei del Bro Waroch |
| vers 574             | Eunius o Euni          | Exiliat el 578 |
| vers 590             | Regalis                | |
|                      | Sant Guení             | |
|                      | Sant Ignoroc           | |
|                      | Sant Budoc             | |
|                      | Sant Hinguéthen        | |
| 650 à 666            | Sant Meriadec          | |
|                      | Sant Catuode           | |
|                      | Sant Bili o Bilius I   | |
|                      | Sant Meldroc (Meldeoc) | |
|                      | Haimon (Hamon)         | |
|                      | Mabon                  | |
|                      | Morvan                 | |
| vers720 a vers 725   | Sant Gobrià            | |
|                      | Sant Justoc            | |
|                      | Calgon (Golgon)        | |
|                      | Luckenart (Luetharn)   | |
| vers 780             | Agus                   | |
| vers 797 a vers 814  | Isaac                  | |
| vers 820             | Winahelhoc             | |
| vers 820 a vers 834  | Raginari o Raginarius  | |
| vers 838 a vers 845  | Susan                  | |
| vers 854 a vers 869  | Corantycnuus           | |
| v.870                | Dilès                  | |
| vers 878 a vers 888  | Kenmonoc               | |
| vers 891 a vers 908  | Sant Bili II           | |
|                      | Cunadan                | |
| vers 945 a vers 950  | Blentivet              | |
|                      | Alveus                 | |
| vers. 970 a vers 992 | Orscand el Gran        | Controla de facto el Broërec (Bro Waroch) |

### Del Ducat de Bretanya al Regne de França
| Episcopat                          | Titular                                        | Notes                                                                         |
| ---------------------------------- | ---------------------------------------------- | ----------------------------------------------------------------------------- |
| v.1008 au 13 juin 1037             | Judicael                                       |                                                                               |
| 1037 à 1065                        | Budic                                          |                                                                               |
| 1066 à 1082                        | Maenyui de Porhoet                             |                                                                               |
| 1085 à 1128                        | Morvan II                                      |                                                                               |
| 1128 à 1132                        | Jaume I                                        |                                                                               |
| 1132 à 1137                        | Ives I                                         |                                                                               |
| 1137 à 1143                        | Even                                           |                                                                               |
| 1143 a 26 juny 1177                | Rouaud                                         |                                                                               |
| 1177                               |                                                |                                                                               |
| 1182 a vers 1220                   | Guéhénoc                                       |                                                                               |
| vers 1220 a vers.1231              | Robert I                                       |                                                                               |
| vers 1232                          | Guillem I                                      |                                                                               |
| 1232 a 15 maig 1254                | Cadiocus                                       |                                                                               |
| juny 1254 a 26 agost 1254          | Guillem de Quélen                              |                                                                               |
| 1255 a 18 febrer 1262              | Alan I                                         |                                                                               |
| vers 1263 a 21 octubre 1270        | Guiu de Conlen                                 |                                                                               |
| 1276 a vers 1278                   | Pere I                                         |                                                                               |
| 12 desembre 1278 a 22 mars 1287    | Hervé Bloc                                     | Primer nominat per la Santa Seu                                               |
| juin 1287 a vers 1306              | Henri Tore                                     |                                                                               |
| vers 1310                          | Ives II                                        |                                                                               |
| vers 1312 a 20 gener 1334          | Jean Le Parisy                                 |                                                                               |
| 1335 a 1347                        | Geoffroy de Saint-Merwen                       |                                                                               |
| vers 1356                          | Alan II                                        |                                                                               |
| 1357 a vers 1359                   | Gauthier de Saint-Père                         |                                                                               |
| vers 1360                          | Jean de Locminé                                |                                                                               |
| 1360 a 1381                        | Geoffroi de Rohan                              |                                                                               |
| 1381 a 1382                        | Jean de Montreslet (o de Montrelais)           | bisbe de Nantes el 1382                                                       |
| 1382 a vers 4 abril 1384           | Simon de Langres                               | abans bisbe de Nantes                                                         |
| 1384 a maig 1404                   | Henri Le Barbu                                 | Abat de l'Abadia de Prières - Canceller de Bretanya - bisbe de Nantes el 1404 |
| 1404 a 10 octubre 1408             | Hugues Lestoquer                               |                                                                               |
| 1409 a 1 novembre 1432             | Amauri de La Motte d'Acigné                    |                                                                               |
| 28 novembre 1433 a 1444            | Jean Validire                                  |                                                                               |
| 1444 a 7 gener 1476                | Yves de Pontsal                                |                                                                               |
| 1476 a 18 agost 1490               | Pere de Foix                                   | cardenal                                                                      |
| 15 octubre 1490 a 22 desembre 1503 | Lorenzo Cybo de Mari (administrador apostòlic) | cardenal - Nebot d'Innocenci VII - Mai va residir a Vannes                    |
| 1504 a gener 1511                  | Jacques de Beaune de Semblançay                | Mai va residir a Vannes                                                       |
| 26 febrer 1511 a 1513              | Robert Guibé                                   | cardenal - Mai va residir a Vannes                                            |
| 1515 a 1519                        | Jean du Largez, abat de Notre-Dame de Daoulas. |                                                                               |
| 30 juliol 1514 a 26 setembre 1531  | Laurent I Pucci                                | cardenal - Mai va residir a Vannes                                            |
|                                    | André Hamon                                    | elegit a Vannes                                                               |
| 1531 a 1544                        | Antonio Pucci                                  | cardenal - Nebot de l'anterior - Mai va residir a Vannes                      |

### De la unió a la Revolució Francesa
| Episcopat                      | Titular                                        | Notes                                                                           |
| ------------------------------ | ---------------------------------------------- | ------------------------------------------------------------------------------- |
| 1544 a 1548                    | Laurent II Pucci                               |                                                                                 |
| 20 octubre 1550 a 24 març 1557 | Carles de Marillac                             | arquebisbe de Viena (Vienne) el 1557                                            |
| 21 juny 1557 a 1 octubre 1558  | Sébastien de l'Aubespine                       | bisbe de Llemotges el 1558                                                      |
| 17 abril 1559 a 13 març 1566   | Philippe du Bec                                | bisbe de Nantes el 1566 - arquebisbe de Reims el 1594                           |
| vers. 14 agost 1566 a 1570     | Jean Le Feuvre                                 |                                                                                 |
| 1571 a 1573                    | Pierre de Saint-Martin                         | No va prendre possessió                                                         |
| 31 mai 1574 a agost 1574       | Jean de La Haye                                |                                                                                 |
| 1574 a 1588                    | Louis de La Haye                               |                                                                                 |
| 1592 a 1 juny 1596             | Georges d'Arradon                              |                                                                                 |
| 8 desembre 1599 a 1622         | Jacques Martin de Belle-Assise                 |                                                                                 |
| 1622 a 29 juliol 1646          | Sébastien de Rosmadec                          |                                                                                 |
| 11 octubre 1648 a gener 1671   | Carles de Rosmadec                             | arquebisbe de Tours el 1671                                                     |
| 5 gener 1671 a desembre 1687   | Louis Cazet de Vautorte                        | abans bisbe de Lectoure                                                         |
| desembre a 1687 a març 1716    | François d'Argouges                            |                                                                                 |
| setembre 1717 a agost 1719     | Jean-François-Paul Lefebvre de Caumartin       | bisbe de Blois el 1719                                                          |
| 29 agost 1719 a 16 febrer 1742 | Antoine Fagon                                  | abans bisbe de Lombez                                                           |
| 2 abril 1742 a 17 abril 1746   | Jean-Joseph Chapelle de Saint-Jean de Jumilhac | arquebisbe d'Arle el 1746 - Comanador de l'Ordre del Sant Esperit el gener 1771 |
| abril 1746 a 1774              | Charles-Jean de Bertin                         |                                                                                 |
| 10 novembre 1774 a 1790        | Sébastien-Michel Amelot                        |                                                                                 |
| 8 maig 1791 a 1793             | Charles Le Masle                               | bisbe constitucional                                                            |

### DelConcordat del 1801a la separació de l'Església i l'Estat
| Episcopat                          | Titular                                          | Notes                                                    |
| ---------------------------------- | ------------------------------------------------ | -------------------------------------------------------- |
| 9 abril 1802 a 13 març 1807        | Antoine-François-Xavier Mayneaud de Pancemont    | Co-fundador de les Germanes de la Caritat de Saint-Louis |
| novembre 1807 a agist 1817         | Pierre-Ferdinand de Bausset-Roquefort            | Arquebisbe d'As de Provença el 1817                      |
| 27 agost 1817 a 18 juny 1826       | Henri-Marie-Clauce de Bruc-Montplaisir           |                                                          |
| 28 juny 1826 a 8 maig 1827         | Simon Garnier                                    |                                                          |
| 4 juliol 1827 a 5 maig 1860        | Charles-Jean de La Motte de Broons et de Vauvert |                                                          |
| 5 juny 1861 a 24 octubre 1863      | Louis-Anne Dubreuil                              | Arquebisbe d'Avinyó el 1863                              |
| 24 octubre 1863 a 30 desembre 1865 | Jean-Baptiste-Charles Gazailhan                  |                                                          |
| 30 desembre 1865 a 6 novembre 1897 | Jean-Marie Bécel                                 |                                                          |
| 22 mars 1898 a 21 octubre 1903     | Amédée-Jean-Baptiste Latieule                    |                                                          |

### Després de la separació de 1905
| Episcopat                           | Titular                            | Notes                 |
| ----------------------------------- | ---------------------------------- | --------------------- |
| 21 febrer 1906 a 2 octubre 1928     | Alcime-Armand-Pierre-Henri Gouraud |                       |
| 15 abril 1929 a 9 gener 1941        | Hippolyte Tréhiou                  |                       |
| 11 octubre 1941 a 24 setembre 1964  | Eugène Le Bellec                   | bisbe titular de Tela |
| 24 setembre 1964 a 16 novembre 1991 | Pierre Boussard                    |                       |
| 16 novembre 1991 a 16 octubre 2005  | François-Mathurin Gourvès          |                       |
| 16 octubre 2005                     | Raymond Centène                    |                       |